# خلیج سوئز

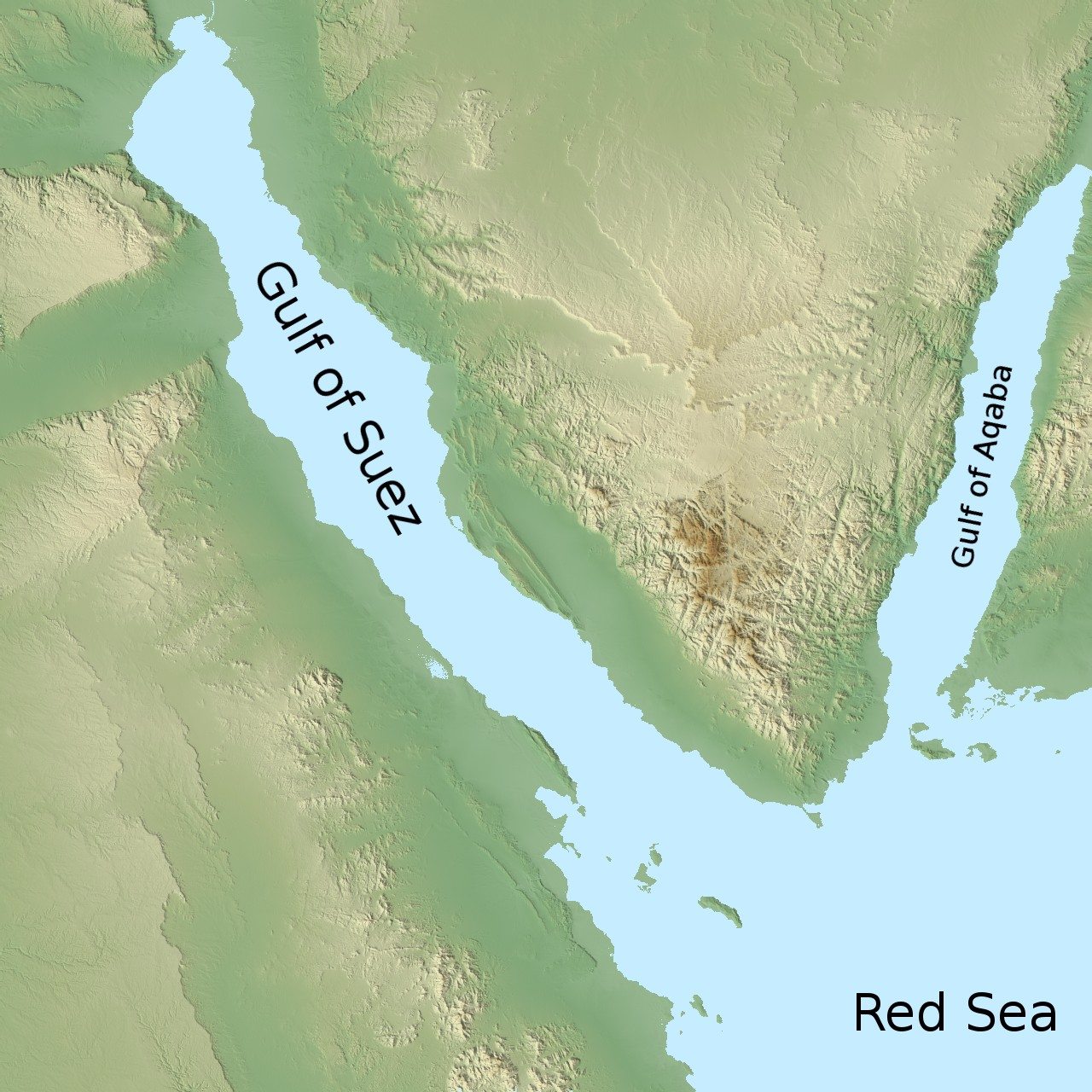
خلیج سوئز در غرب شبه‌جزیرهٔ سینا و خلیج عقبه در شرق آن

خلیج سوئز (به عربی: خلیج السویس) شاخابی از دریای سرخ است که در شمال‌غربی این دریا بین شبه‌جزیره سینا در شرق و بخش آفریقایی مصر در غرب آن واقع گردیده‌است. طول این خلیج از دهانهٔ آن در تنگه جوبال تا رأس آن در شهر سوئز ۳۱۴ کیلومتر و پهنایش از ۱۹ تا ۳۲ کیلومتر متغیر است. خلیج سوئز از طریق کانال سوئز که در شمال آن قرار دارد به دریای مدیترانه وصل شده و یکی از مسیرهای مهم کشتیرانی به‌شمار می‌رود. سکونتگاه‌های کنارهٔ این خلیج زیاد نیست و به چند دهکدهٔ ماهیگیری و استخراج معدن محدود می‌شود. همچنین طی کاوش‌هایی در دهه‌های ۱۹۷۰ و ۱۹۸۰ در بسیاری از نقاط ساحلی و دریایی این خلیج ذخایر نفتی کشف گردیده‌است.